# Стояновски, Огнен
Огнен Стояновски (макед. Огнен Стојановски; род. 25 января 1984, Скопье) — македонский бывший профессиональный баскетболист.

## Карьера

### Клубная карьера
Всю карьеру провёл в Македонии, выступал за клубы «Работнички», «Фени Индустри» и «МЗТ Скопье».

## Достижения

### Клубные
Македония
«Работнички»
- Чемпион Македонии : 2003, 2004, 2005, 2006, 2009
- Обладатель Кубка Македонии : 2003, 2004, 2005, 2006

 Македония
«Фени Индустри»
- Чемпион Македонии : 2010, 2011

 Македония
«МЗТ Скопье»
- Обладатель Кубка Македонии : 2012, 2013, 2014
- Чемпион Македонии : 2012, 2013

## Личная жизнь
Старший брат македонских баскетболистов-близнецов Дамьяна и Войдана.